# チュウモリ
『チュウモリ』は、2019年9月30日からCBCラジオで放送されているラジオ番組のレーベル。月曜日 - 金曜日の22:00 - 24:00（火曜日のみ23:30まで、金曜日は24:30まで）自社制作のワイド生番組、およびそれらの内包番組を擁する。レーベル名「チュウモリ」は、「中部地方盛り上げプログラム」の略である。

## 概要
これまで、CBCラジオでは2014年に平日夜ワイド番組を14年ぶりに復活させ、その間パーソナリティオーディションという形で、パーソナリティの発掘・育成に取り組んできた。
2014年4月からは『BOYS AND MEN 栄第七学園男組』と『ナガオカ×スクランブル』という生ワイド番組を放送していた。2019年秋からは『栄第七学園男組』『MIX YOUTH RADIO』をインクルードし、新しくレーベル枠を編成。
このレーベル枠はCBCラジオの放送エリアである東海三県を対象に「東海三県をもっと元気に」をコンセプトに、東海三県出身のタレント・アーティストがパーソナリティを担当するもので、パーソナリティが積極的に東海三県の地域に出向いて若者の声を拾うこと、東海三県の若者向けの文化を盛り上げることを目標にしている。

## 放送時間
- 月曜日・水曜日 - 木曜日 22:00 - 24:00（22:00 - 翌日 0:00、2022年3月28日 - ）
  - 火曜日 22:00 - 23:30（2025年4月1日 - ）
  - 金曜日 22:00 - 24:30（2025年8月1日 - ）

過去
- 月曜日 - 金曜日 22:00 - 24:30（22:00 - 翌日 0:30、2019年9月30 - 2021年3月26日）
- 月曜日 - 金曜日 22:00 - 24:20（22:00 - 翌日 0:20、2021年3月29日 - 9月24日）
  - 上記期間は、24:20 - 24:30（0:20 - 0:30）に『RADIO MIKU』が放送された。
- 月曜日 - 金曜日 22:00 - 24:30（22:00 - 翌日 0:30、2021年9月27日 - 2022年3月25日）
- 火曜日 22:00 - 24:00（22:00 - 翌日 0:00、2022年3月29日 - 2025年3月25日）
- 金曜日 22:00 - 24:00（ - 2025年7月25日）

## 番組
内包番組については各番組記事を参照のこと。
月曜『BOYS AND MEN 栄第七学園男組』
- パーソナリティ：BOYS AND MEN

火曜『#むかいの喋り方』
- パーソナリティ：向井慧（パンサー）

水曜『酒井直斗のラジノート』
- パーソナリティ：酒井直斗

木曜『推シマシ』
- パーソナリティ：坂本遥奈（TEAM SHACHI）、酒井直斗

金曜『MIX YOUTH RADIO』
- パーソナリティ
  - STELLAθ - 毎月第1・第3・第5金曜
  - BMK - 毎月第2・第4金曜